# Віктор Гріньяр
Франсуа́ Огю́ст Вікто́р Грінья́р (фр. François Auguste Victor Grignard; 6 травня 1871, Шербур — 13 грудня 1935, Ліон) — французький хімік, лауреат  Нобелівської премії з хімії 1912 року разом з Полем Сабатьє.

## Біографія
Віктор Гріньяр народився в місті Шербур в сім'ї Теофіла Анрі Гріньяра і Марі (до шлюбу Ебер) Гріньяр. Його батько шив вітрила, згодом став майстром місцевого морського цейхгаузу. Хлопчик відвідував Шербурзький ліцей і рано проявив неабиякий інтелект. Отримання стипендії після закінчення школи дозволило йому вивчати математику в Еколь нормаль спесіяль в Клюні. Коли цю школу за два роки було закрито, він перейшов в Ліонський університет, який і закінчив у 1892 році. Після невдачі при здачі ліцензійних іспитів, які могли б дозволити йому викладати в середній школі, Гріньяр вступив в армію для проходження військової служби.
У наступному після демобілізації році Гріньяр повертається до Ліона і здає іспити. У 1894 році Гріньяр став асистентом хімічного факультету в університеті. Швидко проявивши свої здібності в цій галузі, Гріньяр в 1898 році отримав ступінь магістра з фізичних наук, в тому ж році він став старшим демонстратором у Філіпа Антуана Барб'є, керівника факультету Ліонського університету.
У 1905 році Гріньяр став лектором з курсу хімії в Безансонському університеті, розташованому поблизу Діжона, але наступного року повернувся в Ліон на посаду наукового помічника Барб'є. У 1908 році він отримав звання ад'юнкт-професора. Через рік він перейшов в Університет Нансі, де в 1910 році став професором органічної хімії.
Коли в 1914 році Франція вступила у війну, Гріньяр був призваний капралом на службу і направлений до Нормандії. Він служив короткий час, несучи караульну службу, потім був відкликаний для розробки методів отримання вибухової речовини з толуолу. У 1917 році в ході роботи над проблемою створення хімічної зброї він відвідав Америку з метою координації зусиль Франції і США в цьому напрямку. Під час поїздки він прочитав декілька лекцій в Меллоновському інституті (нині Університет Карнегі-Меллона) про взаємозв'язки науки та промисловості.
У 1919 році Гріньяр був демобілізований з військової служби. Після роботи протягом кількох місяців в Університеті Нансі він змінив Барб'є на посаді професора хімії в Ліонському університеті, де і залишався до кінця своєї наукової діяльності. У 1921 році він став також директором Ліонський школи хімічної технології, а в 1929 році — деканом наукового факультету цієї школи. В останні роки адміністративні обов'язки, які він виконував не з власної волі, сильно обмежували його дослідницьку діяльність.

## Наукова діяльність
Гріньяр знав, що в XIX столітті англійські хіміки Едвард Франкланд і Джеймс Уонклін отримали цинкорганічні сполуки при нагріванні органічних сполук разом з металом у присутності безводного ефіру. Знаючи, що магній легше вступає в реакції, ніж цинк, Гріньяр припустив, що в реакцію такого роду магній повинен вступати більш активно. Таке припущення було доведене, і він використав цей метод для отримання різних металоорганічних сполук, причому деякі з них були отримані вперше.
У 1900 році Гріньяр опублікував результати своїх досліджень, за які йому наступного року був присуджений докторський ступінь. Реакція Гріньяра — реакція, яка дуже широко застосовується в органічному синтезі для отримання широкого спектра органічних сполук. Окрім роботи з магнійорганічними сполуками, Гріньяр досліджував широке коло проблем, включаючи конденсацію альдегідів та кетонів, крекінг вуглеводнів, каталітичну гідрогенізацію й дегідрогенізацію при зниженому тиску.

## Родина
У 1919 році Віктор Гріньяр одружився з Августиною Марі Булан, у них народилися донька і син, який також став хіміком.

## Нагороди
У 1912 році Гріньяру була присуджена Нобелівська премія з хімії «за відкриття так званого реактиву Гріньяра, який в останні роки істотно сприяв розвитку органічної хімії». Він розділив премію з Полем Сабатьє. У своїй промові при презентації лауреатів член Шведської королівської академії наук X.Г. Седербаум подякував Гріньяру за «розширення меж знань, здатності до спостережень» і за «відкриття перспектив для нових досягнень науки».
Серед численних нагород Гріньяра були медаль Бертло (1902), премія Жеккера (1905) Французької академії наук і медаль Лавуазьє Французького хімічного товариства (1912). Йому було присуджено звання командора Почесного легіону і почесні вчені ступені університетів Брюсселя і Лувена. Він був членом багатьох хімічних товариств, включаючи товариства Англії, США, Бельгії, Франції, Румунії, Польщі, Нідерландів та Швеції.